# Martín García Fernández
Martín García Fernández (Anguiano (La Rioja, España), 1869-La Plata (Buenos Aires, Argentina), 1949) fue un empresario del sector editorial, colaborador y escritor en numerosos periódicos y revistas literarias y culturales, y cónsul español. Nació en 1869 en el seno de una familia de labradores riojanos, de la localidad riojalteña de Anguiano.

## Biografía
Nacido en 1869 el seno de una familia de labradores serranos, cursó la carrera de Magisterio, graduándose en 1889. Tras obtener el título de maestro emigró a Argentina, buscando mejores oportunidades laborales.
Comenzó su andadura argentina ejerciendo su profesión, dando clases en el colegio Hispano-Argentino de La Plata, hasta que en 1892 fundó la Librería La Normal, tan sólo 10 años después de la fundación de la ciudad, y que actualmente es la librería más antigua de Argentina con 130 años de historia. El nombre de la librería deriva de que en la misma manzana se encontraba la Escuela Normal Popular.
Una vez fundada la librería, comenzó su andadura editorial, convirtiéndose en uno de los referentes editoriales de Suramérica y de España. Con el éxito de la librería y la editorial, emigraron junto a él tres de sus hermanos menores,  Pedro, Manuel y Francisco. Estos tras trabajar con él en La Normal, fundarían la prestigiosa librería y editorial argentina Librería El Ateneo en Buenos Aires, llegando a ser la librería más importante de Hispanoamérica.
Años más tarde, en 1904, también fundaría la Librería Hispano Americana, en la Calle Rivadavia 581 de Buenos Aires, frecuentada por diversos intelectuales y políticos argentinos como Joaquín Víctor González, Agustín Álvarez o Del Valle Iberlucea, entre otros. Estos ambientes culturales le facilitaron conceder conferencias en Universidades argentinas, colegios e instituciones, así como la colaboración en periódicos y revistas políticas y culturales como La España Republicana.
Fundó en 1903 junto a otros intelectuales como el Profesor Santa Olalla el Centro Republicano Español de Suramérica, y en 1905 el Ateneo Popular de Buenos Aires. Estas acciones, así como su viaje en 1930 a España, dónde conoció a los movimientos republicanos españoles, le valieron para que fuese nombrado Cónsul honorario de España en La Plata y Oficial de la Orden de la República Española, por el presidente Niceto Alcalá Zamora, en agradecimiento a su divulgación y difusión de la cultura, literatura española y los valores democráticos en Argentina y Suramérica.
Tras enfermar falleció en 1949 en la ciudad de La Plata.